# Szatawa
Szatawa (ukr. Шатава) – wieś na Ukrainie, w obwodzie chmielnickim, w rejonie dunajowieckim.

## Historia
Z czasów koncentracji wojsk dla celów wojny rosyjsko-tureckiej roku 1828-29 pochodzi przysłowie Po Szatawie jak po Warszawie, po Makowie, jak po Krakowie.